# Seleção Ucraniana de Futebol Sub-20
A Seleção Ucraniana de Futebol Sub-20, também conhecida por Ucrânia Sub-20, é a seleção ucraniana de futebol formada por jogadores com idade inferior a 20 anos.

## Títulos

### Mundial
- Copa do Mundo: 1 (2019)